# Krittika

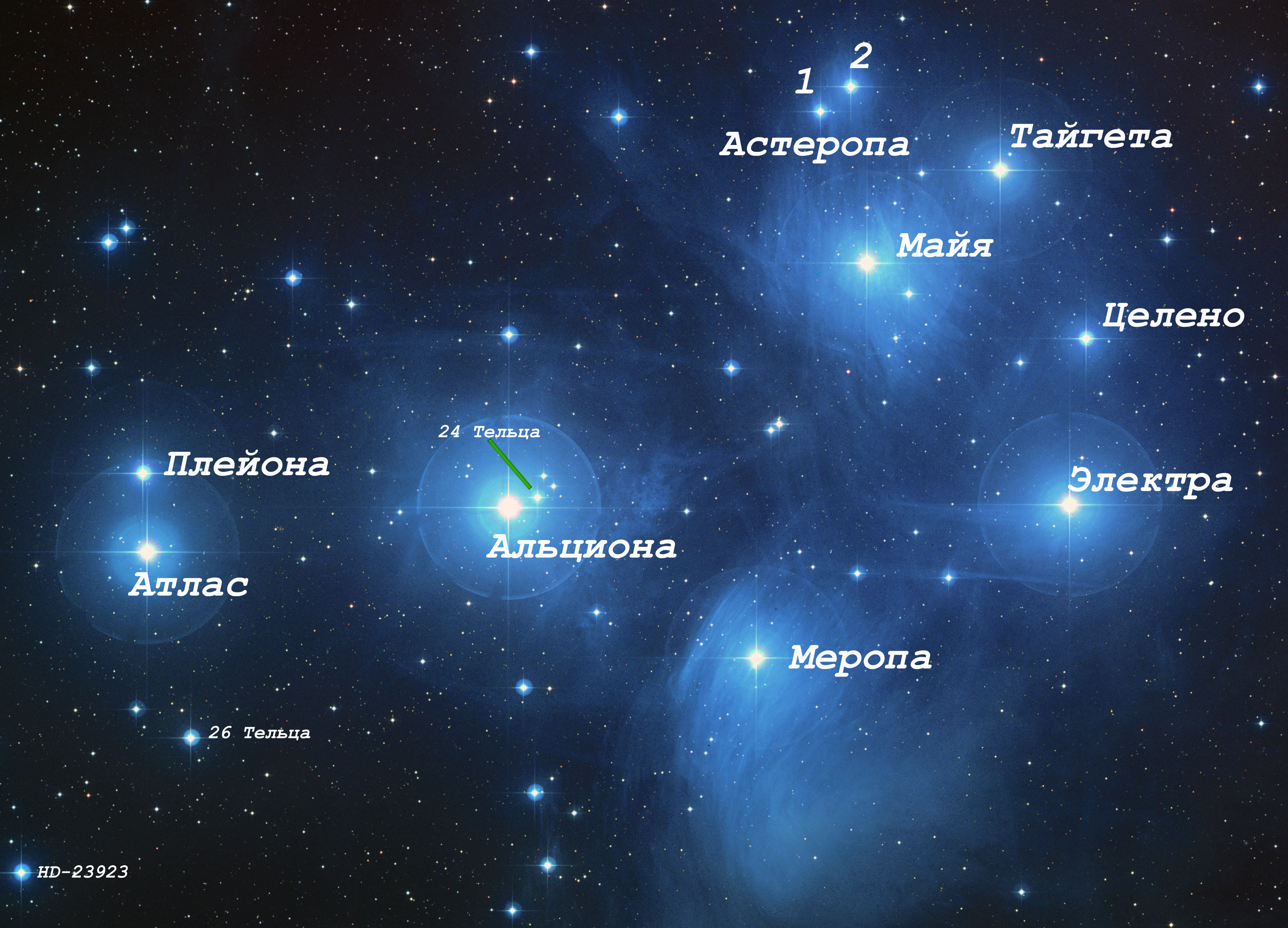
Plêiades onde está localizada a nakshatra Krittika

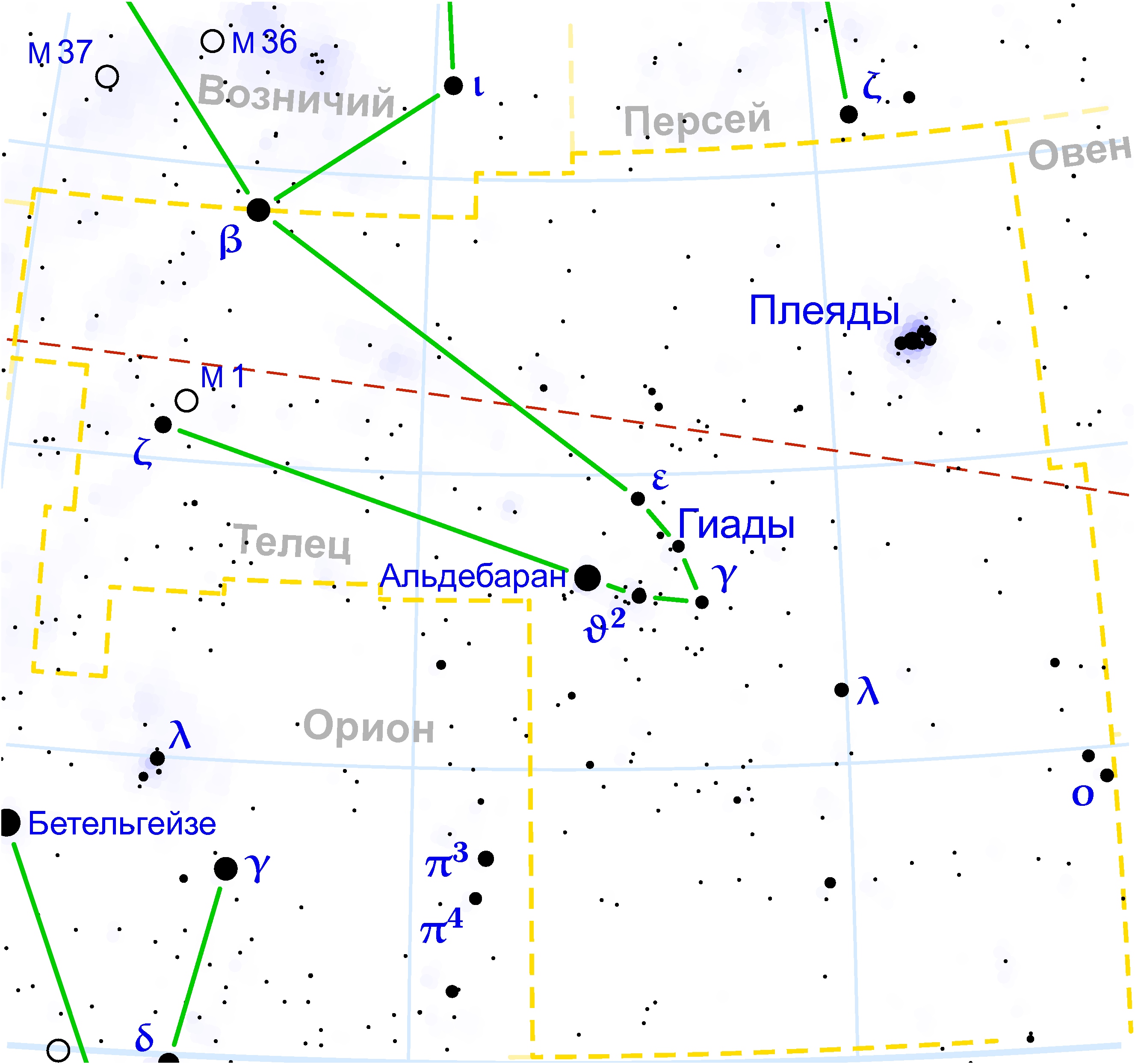
As Plêiades (M 45) estão na constelação de Touro

Krittika (em sânscrito:  कृत्तिक , kṛttikā, em tâmil:  கிருத்திக) é a terceira nakshatra da lista clássica do ciclo lunar na astrologia hindu, declinação 26°40' (Mesha) - 10 ° (Vrishabha), corresponde às Plêiades - um aglomerado estelar aberto  na constelação de Touro . 

## Descrição
Em Jyotish nakshatra Krittika, traduz literalmente como: "cinzel, faca ou lança" . Quando personificado, é o nome de uma deusa que é filha de Daksha e Panchajani e, portanto, meia-irmã de Khyati. Ela também é a consorte de Chandra (lua). 
Em Jyotish, Krittika é governada pelas divindades Surya (deidade do sol) e Agni (deidade do fogo) . 
Os nomes indianos tradicionais são determinados pelo pada (quarto) da nakshatra em que o Ascendente (Lagna) estava no momento do nascimento. No caso de nakshatra Krittika, o nome começará com as seguintes sílabas: A (em sânscrito:  अी), I (em sânscrito:  ई ), U (em sânscrito:  उ ), E (em sânscrito:  ए ). 

## Outros materiais
- Nakshatra
- Plêiades (aglomerado de estrelas)
- Touro (constelação)